# Сі Сутхаммарача
Сі Сутхаммарача (тай. ศรีสุธรรมราชา), д/н — 26 жовтня 1656) — 27-й володар Аюттхаї у серпні—жовтні 1656 року. Відомий також як Санпхет VII.

## Життєпис
Походив зі знатного роду. Молодший син Ок'я Сітхамматхірат, що був старшим братом дружини володаря Екатотсарота. Відомостей про нього обмаль. Набув маєтків та посад завдяки досягненню його старшого брата Суріявонга впливу в державі. 1629 року останній посів трон як Прасат Тхонг.
1656 року після смерті брата наступного дня повалив небожа — володаря Чаофа Чая, посівши трон. Зробив іншого небожа Нарая упаратою (спадкоємцем). Але той мав амбіції захопити трон, уклавши союз з голландцями. Приводом до відкритого протистояння став намір Сі Сутхаммарача одружитися зі своєю небогою Ратчі Канлаяні, сестрою Нараї. Правитель наказав своїм солдатам оточити її резиденцію і увійшов до будинку. Принцеса сховалася в книжковій скрині і таким чином була перенесена до Парадного палацу, де зустріла свого брата.
За підтримки японських та голландських найманців в жовтні 1656 року Нарая увірвався до палацу, де в герці переміг стрийка. Сі Сутхаммарача намагався втекти, але був схоплений та страчений. Влада перейшла до Нараї.